# Серсеј
Серсеј (фр. Cerseuil) насеље је и општина у североисточној Француској у региону Пикардија, у департману Ен (Пикардија) која припада префектури Соасон.
По подацима из 2011. године у општини је живело 92 становника, а густина насељености је износила 19,96 становника/km². Општина се простире на површини од 4,61 km². Налази се на средњој надморској висини од 190 метара (максималној 159 m, а минималној 65 m).

## Демографија
| 1962. | 1968. | 1975. | 1982. | 1990. | 1999. | 2011. |
| ----- | ----- | ----- | ----- | ----- | ----- | ----- |
| 44    | 81    | 67    | 71    | 72    | 80    | 92    |

График промене броја становника у току последњих година